# 건강도시

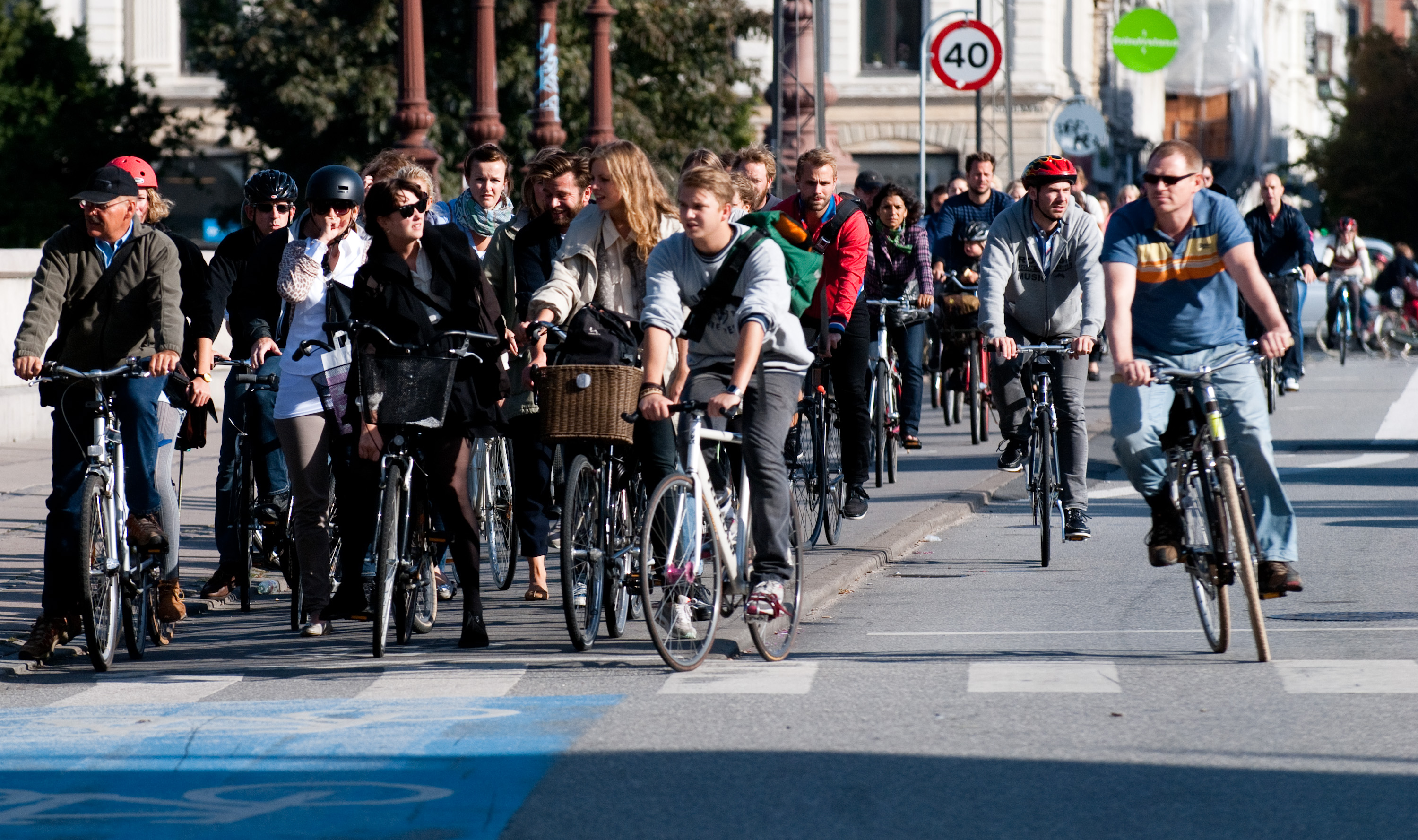

건강도시(Healthy City)는 도시의 환경을 개선하여 건강 증진을 실천하고자 하는 개념이다.

## 같이 보기
- 건강권
- 보편적 건강보장
- 의제 21
- 알마아타 선언